# Rivière Etchemin
Der Rivière Etchemin ist ein rechter Nebenfluss des Sankt-Lorenz-Stroms in der Verwaltungsregion Chaudière-Appalaches der kanadischen Provinz Québec.

## Flusslauf
Der Fluss hat seinen Ursprung im Massif du Sud. Von dort fließt er über eine Strecke von 98 km in nordwestlicher Richtung zum Sankt-Lorenz-Strom, in welchen er westlich von Lévis an dessen Südufer gegenüber der Stadt Québec mündet.
Am Flusslauf liegen die Kleinstädte Saint-Anselme und Saint-Henri, sowie die südlichen Vororte der Provinzhauptstadt Québec.
Sein mittlerer Abfluss beträgt 32 m³/s.
Westlich grenzt das 1458 km² große Einzugsgebiet des Rivière Etchemin an das des Rivière Chaudière.